# 谢桐
谢桐（1923年—2000年10月27日），男，江苏常州人，中国泌尿外科专家，曾任上海医科大学教授、博士生导师。